# اوسرکارع
| ra | wsr | s | kA |

| ra | wsr | s | kA |

اوسرکارع دومین پادشاه دودمان ششم مصر بود. او را اغلب به عنوان کسی که با فرعون پیش از خود مخالفت کرد، می‌شناسند. این احتمال هست که او با نیرنگ پس از تتی به تخت نشسته باشد. با این حال بعضی مصرشناسان نیز بر این باورند که او پسر تتی و شهبانو خوییت بوده است. معنای نام او «روح رع نیرومند است»، می‌باشد.